# Nikos Egglezou
Nikos Egglezou (in greco Νίκος Εγγλέζου?; Limassol, 11 luglio 1993) è un calciatore cipriota, attaccante del Karmiōtissa.

## Carriera

### Club
Ha giocato nella massima serie greca ed in quella cipriota.

### Nazionale
Ha giocato nelle nazionali giovanili cipriote Under-19 ed Under-21.
Nel 2015 ha esordito in nazionale maggiore.

## Statistiche

### Cronologia presenze e reti in nazionale
| Cronologia completa delle presenze e delle reti in nazionale ― Cipro | Cronologia completa delle presenze e delle reti in nazionale ― Cipro | Cronologia completa delle presenze e delle reti in nazionale ― Cipro | Cronologia completa delle presenze e delle reti in nazionale ― Cipro | Cronologia completa delle presenze e delle reti in nazionale ― Cipro | Cronologia completa delle presenze e delle reti in nazionale ― Cipro | Cronologia completa delle presenze e delle reti in nazionale ― Cipro | Cronologia completa delle presenze e delle reti in nazionale ― Cipro |
| Data                                                                 | Città                                                                | In casa                                                              | Risultato                                                            | Ospiti                                                               | Competizione                                                         | Reti                                                                 | Note                                                                 |
| -------------------------------------------------------------------- | -------------------------------------------------------------------- | -------------------------------------------------------------------- | -------------------------------------------------------------------- | -------------------------------------------------------------------- | -------------------------------------------------------------------- | -------------------------------------------------------------------- | -------------------------------------------------------------------- |
| 3-9-2015                                                             | Nicosia                                                              | Cipro                                                                | 0 – 1                                                                | Galles                                                               | Qual. Euro 2016                                                      | -                                                                    | 75’                                                                  |
| 24-3-2016                                                            | Odessa                                                               | Ucraina                                                              | 1 – 0                                                                | Cipro                                                                | Amichevole                                                           | -                                                                    | 77’                                                                  |
| 25-5-2016                                                            | Užice                                                                | Serbia                                                               | 2 – 1                                                                | Cipro                                                                | Amichevole                                                           | -                                                                    | 82’                                                                  |
| 3-6-2017                                                             | Estoril                                                              | Portogallo                                                           | 4 – 0                                                                | Cipro                                                                | Amichevole                                                           | -                                                                    | 68’                                                                  |
| Totale                                                               |                                                                      | Presenze                                                             | 4                                                                    |                                                                      | Reti                                                                 | 0                                                                    |                                                                      |